# Hemioplisis astanda
Hemioplisis astanda là một loài bướm đêm trong họ Geometridae.